# 高知県看護協会
公益社団法人高知県看護協会（こうちけんかんごきょうかい、英称：Kochi Nursing Association、略称：KNA）は、高知県知事所管の高知県の保健師、助産師、看護師、准看護師を会員とする公益社団法人。法人番号は「1490005006026」。

## 沿革
- 1947年（昭和22年） - 前身の日本助産婦看護婦保健婦協会高知県支部を結成。
- 1954年（昭和29年） - 日本看護協会の高知県支部に保健婦部会、看護婦部会、助産婦部会を発足。
- 1949年（昭和30年） - 日本看護協会准看護婦部会高知県支部を結成。
- 1972年（昭和47年） - 社団法人高知県支部看護婦会が認可。
- 1982年（昭和57年） - 日本看護協会高知県支部が発足。（保健婦部会、助産婦部会、看護婦部会を統合）
- 1985年（昭和60年） - 社団法人高知県看護協会に改組。
- 1990年（平成2年）
  - 10月 - 国際助産師連盟（ICM）神戸大会の国際評議会で、5月5日を「国際助産師の日」とすることを決定。1992年5月5日を最初の「国際助産師の日」とした啓もう日となる。
  - 12月 - 『看護の日』（看護週間）制定、翌年より「国際看護師の日」でもある5月12日が啓もう日となる。
- 1997年（平成9年） - 高知県看護協会会館落成。訪問看護ステーションを開設。
- 2009年（平成21年）4月1日 - 高知県、県内市町村と「災害時の医療救護活動に関する協定」を締結。
- 2012年（平成24年）4月1日 - 公益社団法人高知県看護協会へ移行。

## 本部所在地
高知県高知市朝倉己825番地5

## 訪問看護ステーション
- こうち看護協会訪問看護ステーション（1997年4月1日・事業開始～）